# Aedes sasai
Aedes sasai är en tvåvingeart som beskrevs av Tanaka, Mizusawa och Saugstad 1975. Aedes sasai ingår i släktet Aedes och familjen stickmyggor. Inga underarter finns listade i Catalogue of Life.